# China Baowu Steel Group
Die China Baowu Steel Group Corporation Limited ist ein staatlicher chinesischer Stahlkonzern mit Hauptsitz in Shanghai.
Das Unternehmen entstand am 1. Dezember 2016 durch die Fusion der stahlerzeugenden Unternehmen Baosteel und Wuhan Iron and Steel. Seit dem Jahr 2019 wurden die Magang Group und TISCO in Baowu konsolidiert. Weiterhin übernahm Baowu die Kontrolle über die Unternehmen Chongqing Iron & Steel, Sinosteel sowie Kunming Iron & Steel. Der Konzern untersteht der Kontrolle durch die Kommission zur Kontrolle und Verwaltung von Staatsvermögen.
Im Jahr 2020 produzierte Baowu 115 Millionen Tonnen Stahl. Dies machte Baowu in diesem Zeitraum nach eigenen Angaben zum größten Stahlhersteller der Welt. In der Fortune-Global-500-Liste der umsatzstärksten Unternehmen weltweit landete Baowu im Jahr 2021 auf Rang 72.
Neben der Stahlerzeugung betätigt sich der Konzern unter anderem in der Produktion von Leichtmetallen sowie nichtmetallischen Materialien, in Rohstoffförderung und -handel und dem Anbieten von Softwarelösungen, Beratungsleistungen und sonstigen Serviceleistungen. Der Geschäftszweig „Industrial Finance Business“ soll dem Aufbau einer Finanzdienstleistungsplattform dienen und das staatseigene Kapital „stärken, optimieren und vergrößern“.